# Baie des cosaques
La baie des cosaques, en russe : Казачья бухта ukrainien : Козача бухта, « baie des Cosaques », est une baie formée par la mer Noire, sur la côte de Crimée au sud de Sébastopol. Elle fait partie du Raïon de Gagarine.

## Histoire
La baie se trouve entre la baie de Kamiesch et le cap Cheronèse de la péninsule d'Héraklé.
C'est un lieu qui est protégé sous le N° : 9210002 par la Russie et  85-364-5001 par l'Ukraine.
Elle accueille le centre scientifique et de recherche des forces armées ukrainiennes. 

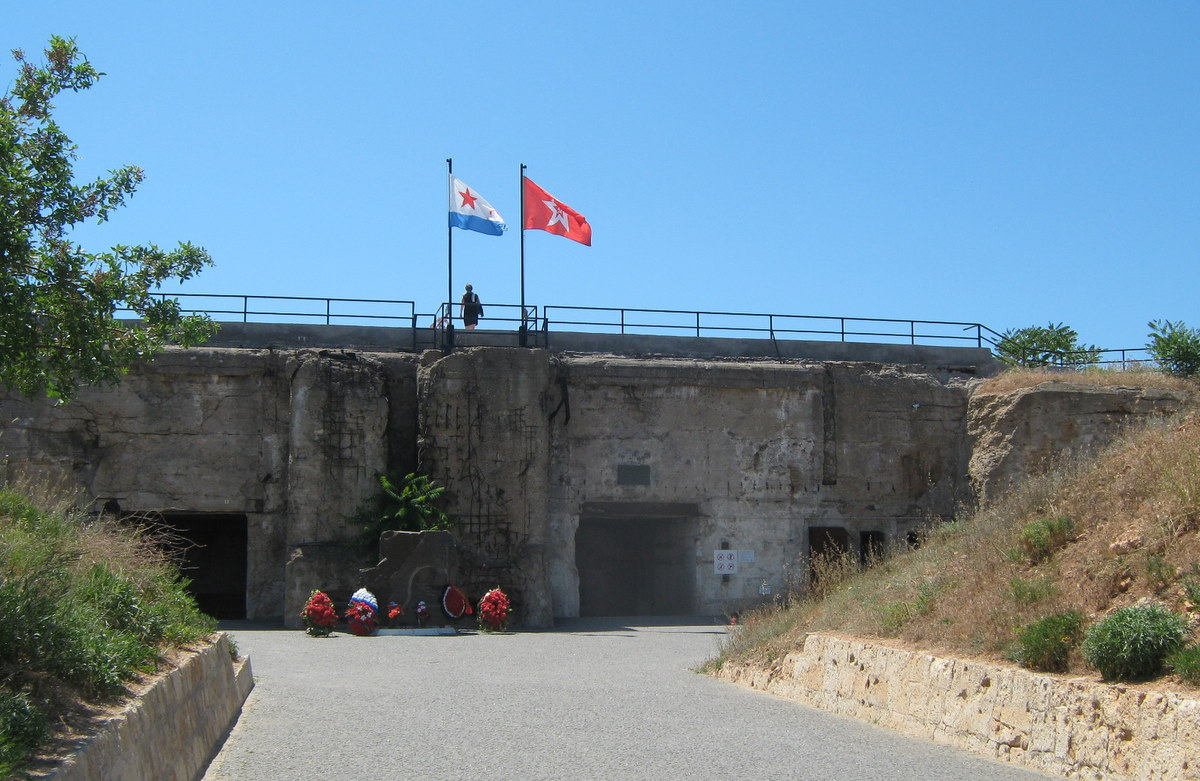
Fort,
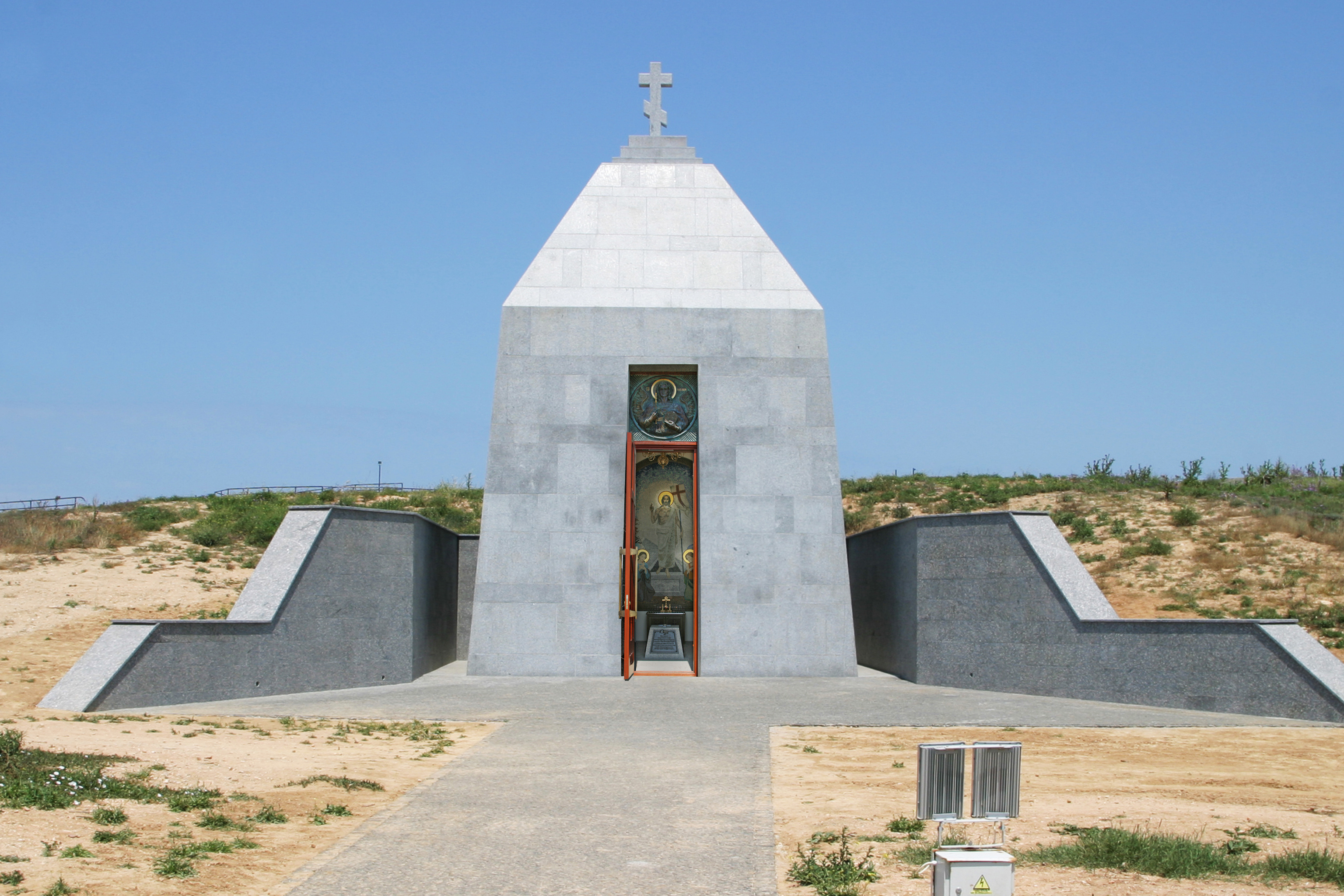
monument et
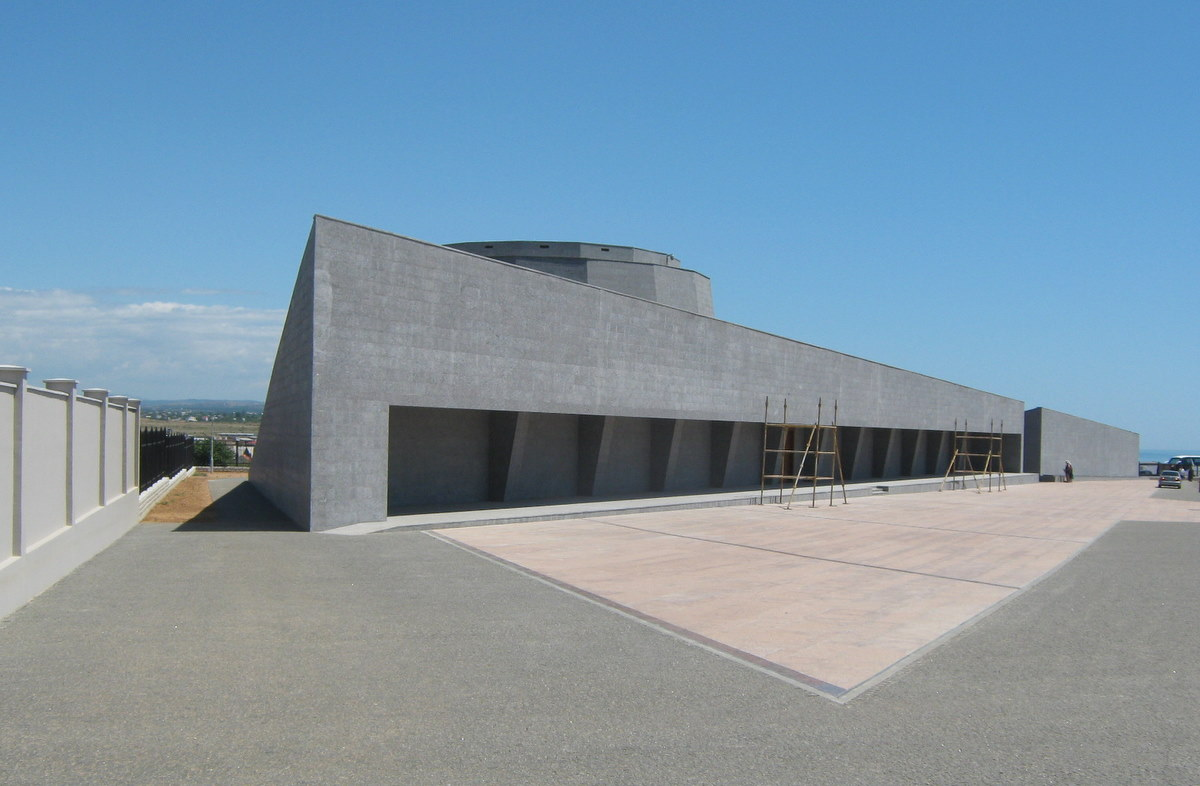
mémorial de la 35e batterie côtière.
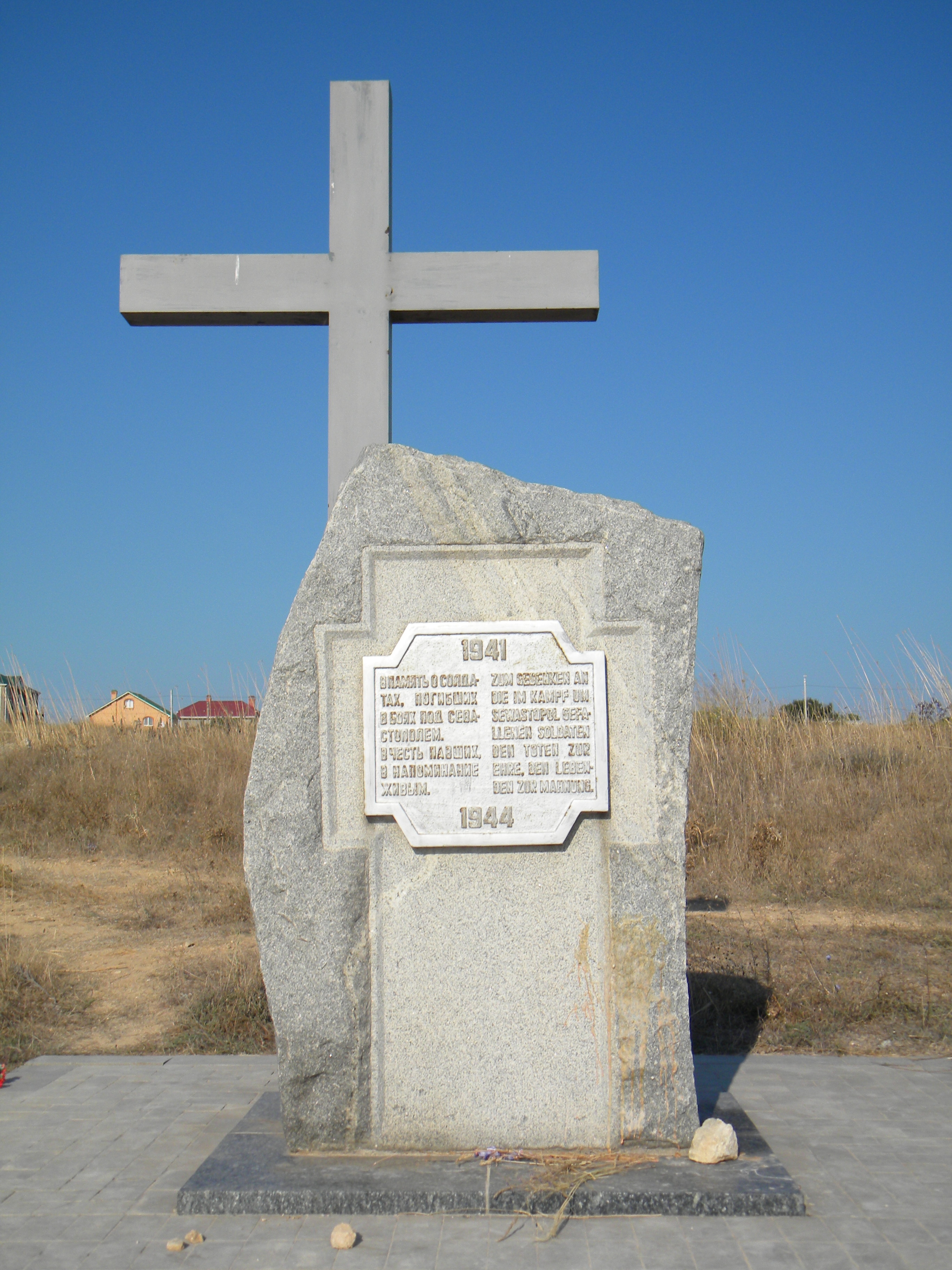
Monument au soldats de la Seconde guerre mondiale classé[1].